# گمینا شومووو
گمینا شومووو (به لهستانی:  Gmina Szumowo) یک گمینا در لهستان است که در شهرستان زامبروف واقع شده‌است. گمینا شومووو ۱۴۱٫۱۵ کیلومتر مربع مساحت و ۴٬۹۷۸ نفر جمعیت دارد.